# Tõnu Lepik
Tõnu Lepik (Tallinn, 1º maggio 1946) è un ex lunghista sovietico.

## Palmarès

### Europei
- 1 medaglia:
  - 1 bronzo (Atene 1969)

### Europei indoor
- 2 medaglie:
  - 1 oro (Vienna 1970)
  - 1 argento (Madrid 1968)